# Gerencséri utca
A Gerencséri utca kezdetű magyar népdalt Kodály Zoltán gyűjtötte a Nyitra vármegyei Gerencséren 1906-ban. Új stílusú népdal alkalmazkodó ritmussal.
Feldolgozások:
| Szerző                        | Mire                  | Mű                                          | Előadás |
| ----------------------------- | --------------------- | ------------------------------------------- | ------- |
| (Bartók Béla –) Kodály Zoltán | ének, zongora         | Magyar népdalok, 16. dal                    | [ 1 ]   |
| Bárdos Lajos                  | két szólamú vegyeskar | Pozsony mellett (Felvidéki népdalok) 2. dal | [ 2 ]   |

## Kotta és dallam
| Gerencséri utca, végig piros rózsa. Szállj le, kocsis, az ülésről, szakajts egyet róla. | Le is szakajtottam, el is hervasztottam, gerencséri leányokból egyet választottam. |

## Felvételek
- Gerencséri utca. Csóka Anita  YouTube (2015. március 19.)  (Hozzáférés: 2016. április 22.) (audió)
- Gerencséri utca. Ovitévé  YouTube (2012. szeptember 13.)  (Hozzáférés: 2016. április 22.) (audió)
- Gerencséri ucca Végig piros rózsa. cimbalom.nl (Hozzáférés: 2016. április 22.) (audió) arch